# Macizo de Água de Pau
El macizo de Água de Pau es un complejo estratovolcánico situado en la parte central de la isla de São Miguel, en el archipiélago portugués de las Azores. Más reconocible por la Lagoa do Fogo en su centro, el complejo volcánico incluye siglos de estructuras geomorfológicas que incluyen domos de lava, conos y flujos de lava incrustados que han marcado su historia desde, los últimos, 45.000 años antes de Cristo.

## Historia

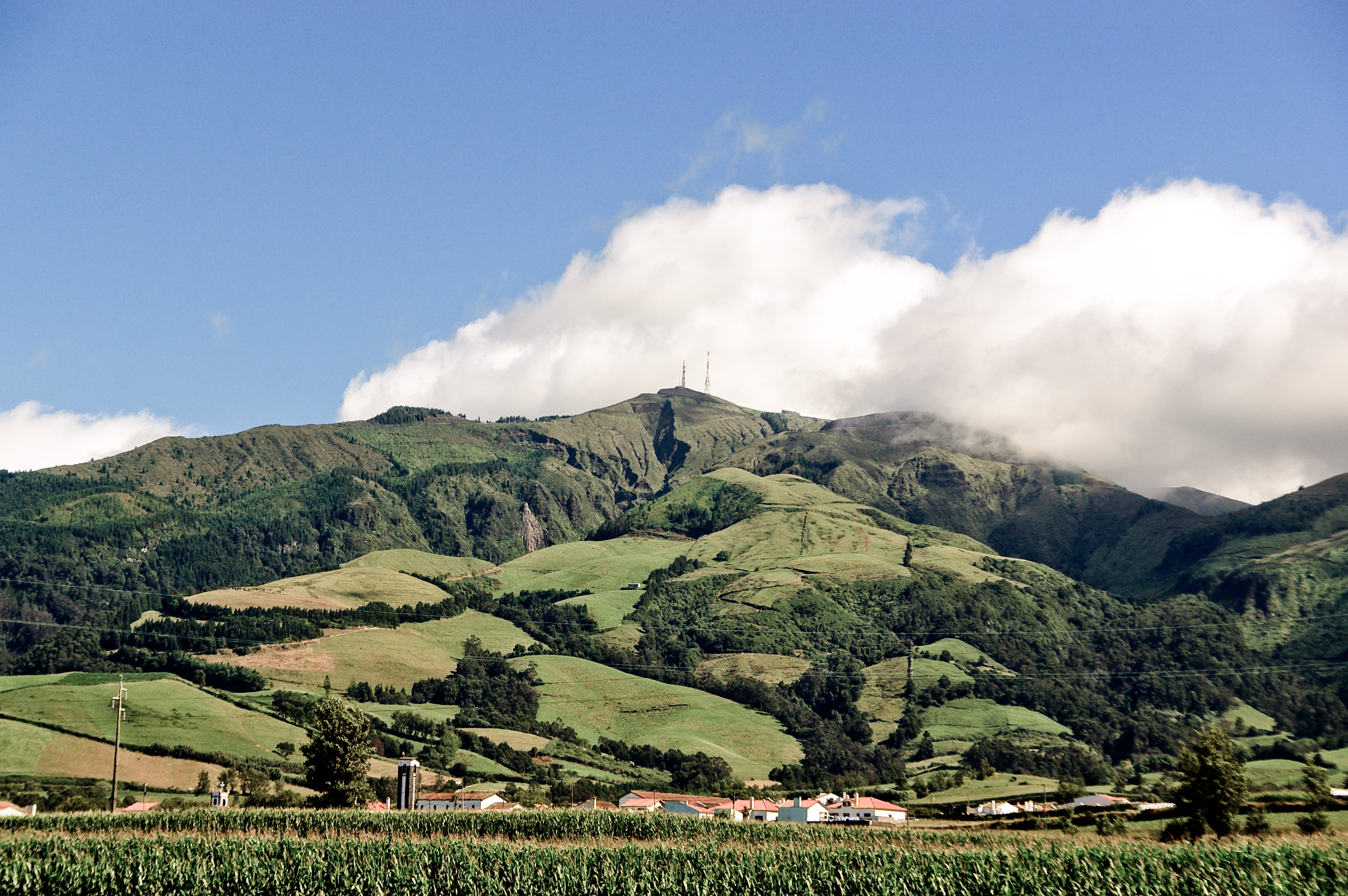
El flanco norte, mostrando las onduladas colinas del Complejo Inferior cerca de la parroquia de Santa Bárbara y la cumbre del Pico da Barrosa.

La caldera exterior data de hace entre 30.000 y 45.000 años, y comprende un área de 4 kilómetros de ancho y 13 kilómetros de largo (correspondiente al macizo de Água de Pau). La caldera interior, de 2,5 kilómetros de ancho y 3 kilómetros de largo, se formó hace unos 15.000 años. Es la caldera interior más joven la que está parcialmente rellena por el lago del cráter Lagoa do Fogo.
Hasta hace unos 5000 años, la actividad de la caldera creó varios domos de lava en los flancos norte y oeste.
Algunos de los conos de ceniza de estos flancos están marcados por fisuras radiales y concéntricas y han estado activos en los últimos 5000 años. La región ha estado marcada por cinco grandes erupciones, entre las que se encuentran los eventos subaéreos de 1563, 1564 y 1652. La erupción de 1563, por ejemplo, se caracterizó por un evento hidromagnético en el interior de la caldera, que fue seguido cuatro días después por una erupción efusiva, mientras que la de 1564 fue un evento hidromagmático explosivo.
Debido a la existencia de fuentes termales a lo largo del flanco noroeste, particularmente en las denominadas Caldeiras da Ribeira Grande y Caldeira Velha, la región ha sido utilizada en la generación de energía geotérmica o como balnearios turísticos terapéuticos.

## Geografía

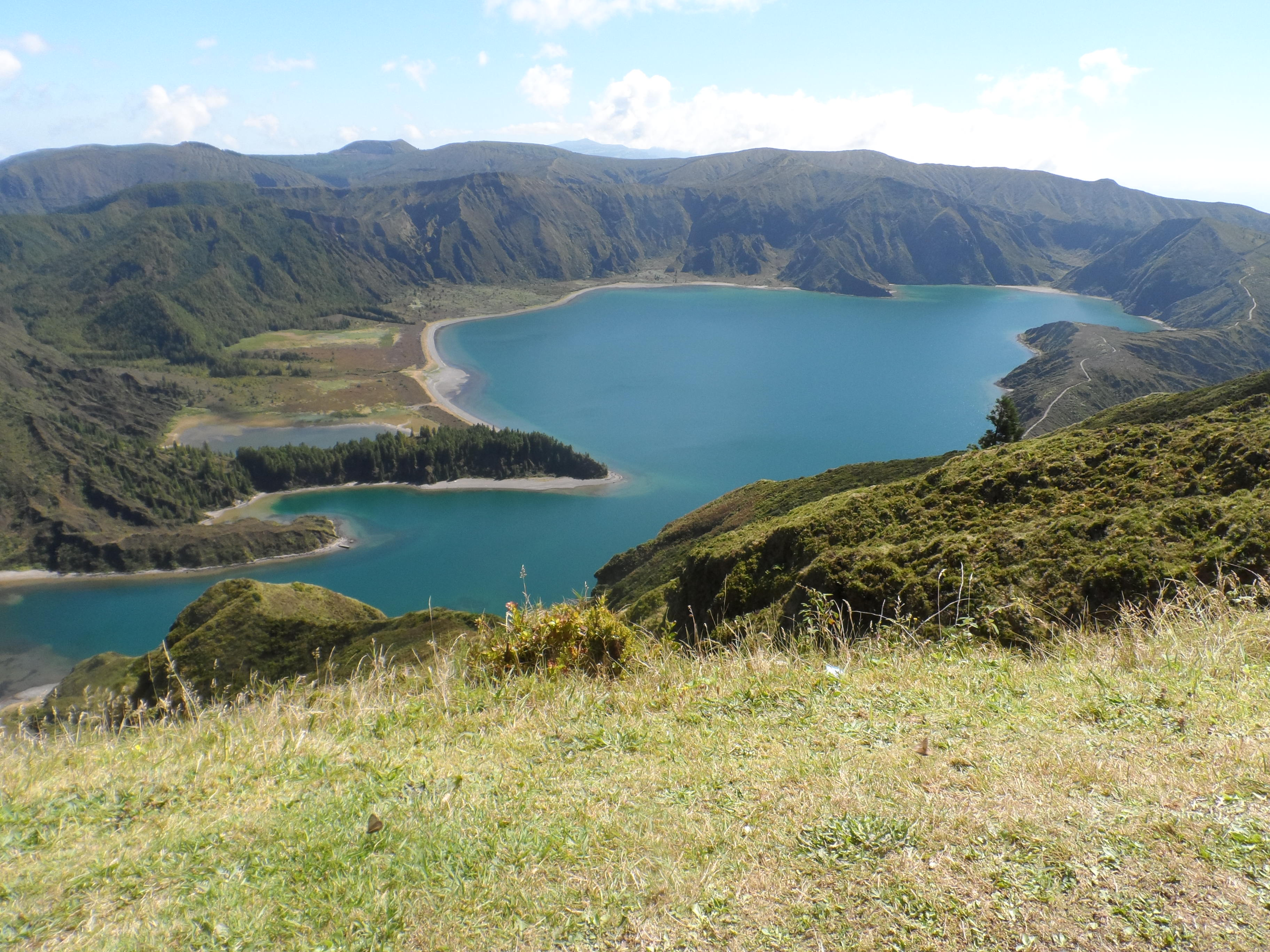
Una vista desde el Pico da Barrosa hacia la caldera central del complejo Superior

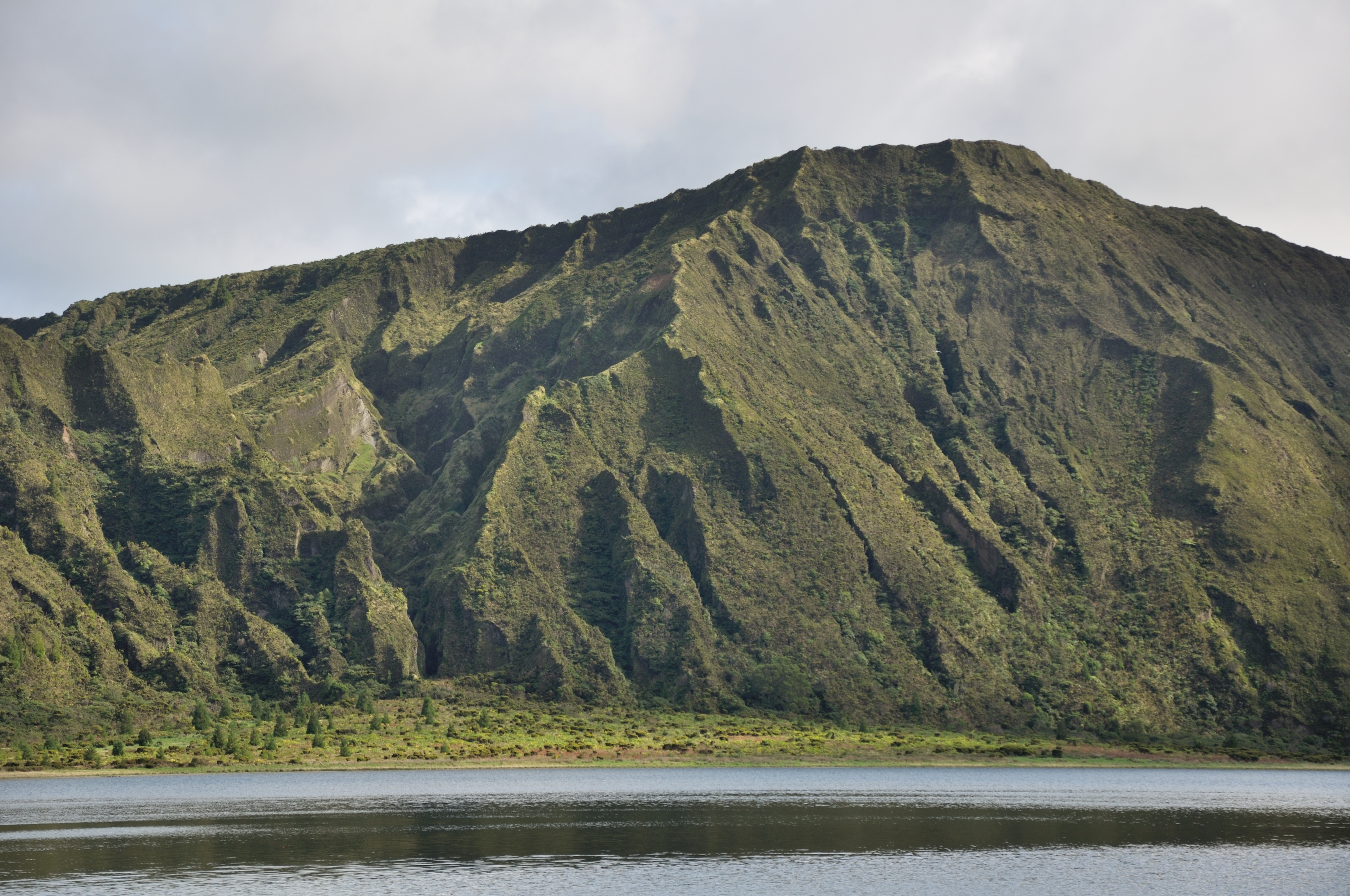
La vista de la pared del cráter desde la zona de Lombadas

Situada en la parte central de la isla, Água de Pau corresponde a un complejo volcánico central y a una caldera que incluye un gran lago, jalonado por domos de lava y un cono de pómez. En los flancos del macizo se encuentra el Graben de Ribeira Grande, una estructura tectónica orientada al noroeste-sureste, además de otras fracturas regionales y fallas radiales que formaron otros conos de escoria y pómez, o domos de lava.
La estratigrafía del macizo Água de Pau es compleja, provocada por una diversa actividad volcánica durante un período que se remonta a 200.000 años. La historia de sus características geológicas se divide en dos grupos.
- El grupo inferior incluye material antiguo consistente en coladas de lava y depósitos piroclásticos de traquita de más de 40.000 años.[4][6]
- El grupo superior abarca productos volcánicos de los últimos 40.000 años. Estos consisten en bombas piroclásticas y flujos de traquita (piroclásticos y de oleada), flujos de lodo y roca basáltica estratificada, procedentes de fases asociadas a erupciones plinianas y subplinianas en el interior de la caldera.[4][6] Este grupo se divide en cinco formaciones: Roída da Praia (hace entre 34.000 y 8.000 años), Ribeira Chã (creada a partir de una erupción abrupta hace 8-12.000 años), Fogo A (también a partir de una erupción abrupta hace unos 5.000 años), Lombadas (una erupción compleja de los sitios Fogo B, C y D) y erupciones geológicas ocurridas en los últimos 3.000 años.[4]

Entre los diversos depósitos, el Fogo A, que data de aproximadamente 5000 años, corresponde a una clara estratigrafía de la isla de São Miguel. Los flancos del macizo están muy erosionados, con drenaje confinado a muchos valles y barrancos.